# Pemarfjärden
Pemarfjärden eller Pemarn (fi. Paimionselkä eller Peimari) är en fjärd mellan Pargas och Karuna i Egentliga Finland.